# Operació Copèrnic
Operació Copèrnic és el nom amb el qual el Ministeri de l'Interior va batejar el desplegament de la Policia Nacional i la Guàrdia Civil a Catalunya durant el setembre, octubre i novembre de 2017 per donar suport a l'operació Anubis.
La operació va incloure la mobilització de fins a 12.000 agents, comptant 6.000 agents ja destinats a Catalunya i fins a 5.500 policies mobilitzats d'altres zones d'Espanya. Segons fonts no confirmades, el nom de l'operació ve del fet que Nicolau Copèrnic era polonès.
Els detalls de l'operatiu es van declarar secret d'estat pel govern espanyol, blindant l'accés a la informació de l'operació i mantenint secret el seu cost, valorat en més de 300.000 € diaris. Aquesta declaració de secret va permetre al govern espanyol no respondre a preguntes parlamentàries sobre el tema.
L'operació va finalitzar el 30 de desembre de 2017, quan tots els policies desplaçats van ser retornats als seus emplaçaments habituals, deixant a Catalunya els efectius habituals.
El 18 de gener de 2018 el ministre de l'interior Juan Ignacio Zoido en una compareixença a la comissió de seguretat del Senat va afirmar que el cost total de l'operació havia estat de prop de 87 milions d'euros.

## Allotjament dels agents
Per encabir els efectius desplaçats d'altres regions fora de Catalunya, el ministeri va fer servir casernes de la Guàrdia Civil, hotels i vaixells ancorats als ports de Barcelona i Tarragona.
Bona part dels policies desplaçats es van allotjar en tres embarcacions comercials de tipus creuer. Dues amarrades al port de Barcelona i una al port de Tarragona. Els vaixells a Barcelona eren el Rhapsody i el MS Moby Dada. El vaixell que va arribar a Tarragona va ser el GNV Azzurra. Tots tres vaixells sumen més de 4.000 llits. En principi es va demanar l'estada fins al 3 d'octubre però el ministeri de l'interior va anar demanant pròrrogues del permís d'estar-se als ports conforme s'anaven esgotant els terminis. El cost d'allotjament en els vaixells s'ha valorat en 300.000 € diaris.
Altres agents van ser allotjats en diferents hotels a Pineda de Mar, Calella, Figueres i Reus.

## Reaccions i incidents
Els estibadors d'ambdós ports van acordar en assemblea no donar servei als vaixells que allotjaven als policies. La resposta del ministeri va ser que s'abastirien per altres canals.
Arran dels fets durant el referèndum de l'1 d'octubre, diversos veïns de Calella es van concentrar davant l'hotel on s'allotjaven els policies per cridar i increpar-los les agressions. En algun moment de la nit, alguns policies van sortir de l'hotel vestits de paisà i van carregar contra la gent concentrada saltant-se el cordó de seguretat muntat pels mossos d'esquadra. Davant del fort rebuig mostrat per la ciutadania en concentracions posteriors, els agents van ser reallotjats a Pineda de Mar, d'on també serien expulsats. En d'altres casos va terminar el contracte amb l'hotel. Gran part dels policies allotjada en hotels va ser traslladada a Peníscola i Benasc.